# Chapelieria
Chapelieria é um género botânico pertencente à família Rubiaceae.